# Энкё (Эдо)
Энкё (яп. 延享 энкё:, становление длительности) — девиз правления (нэнго) японских императоров Сакурамати и Момодзоно, использовавшийся с 1744 по 1748 год. Девиз правления был провозглашён в связи с началом нового 60-летнего цикла китайского календаря.

## Продолжительность
Начало и конец эры:
- 21-й день 2-й луны 4-го года Кампо (по григорианскому календарю — 3 апреля 1744);
- 12-й день 7-й луны 5-го года Энкё (по григорианскому календарю — 5 августа 1748).

## Происхождение
Название нэнго было заимствовано из 1-го цзюаня древнекитайского сочинения «Ивэнь лэйцзюй» (кит. 芸文類聚, пиньинь Yìwén Lèijù, буквально: «Собрание произведений изящной словесности по родам»):「聖主寿延、享祚元吉、自天之祐、莫不抃舞」.

## События
- 1745 год (2-й год Энкё) — Токугава Иэсигэ стал новым сёгуном[8];
- 1745 год (2-й год Энкё) — ярмарка в храме Хирано в провинции Оми[8];
- 1746 год (2-я луна 3-го года Энкё) — Эдо пострадал от пожара[8];

## Сравнительная таблица
Ниже представлена таблица соответствия японского традиционного и европейского летосчисления. В скобках к номеру года японской эры указано название соответствующего года из 60-летнего цикла китайской системы гань-чжи. Японские месяцы традиционно названы лунами.
| 1-й год Энкё (Деревянная Крыса) | 1-я луна*       | 2-я луна   | 3-я луна* | 4-я луна  | 5-я луна* | 6-я луна* | 7-я луна   | 8-я луна*   | 9-я луна*   | 10-я луна  | 11-я луна                | 12-я луна*     |                          |
| ------------------------------- | --------------- | ---------- | --------- | --------- | --------- | --------- | ---------- | ----------- | ----------- | ---------- | ------------------------ | -------------- | ------------------------ |
| Григорианский календарь         | 14 февраля 1744 | 14 марта   | 13 апреля | 12 мая    | 11 июня   | 10 июля   | 8 августа  | 7 сентября  | 6 октября   | 4 ноября   | 4 декабря                | 3 января 1745  |                          |
| Юлианский календарь             | 3 февраля 1744  | 3 марта    | 2 апреля  | 1 мая     | 31 мая    | 29 июня   | 28 июля    | 27 августа  | 25 сентября | 24 октября | 23 ноября                | 23 декабря     |                          |
| 2-й год Энкё (Деревянный Бык)   | 1-я луна        | 2-я луна   | 3-я луна  | 4-я луна* | 5-я луна  | 6-я луна* | 7-я луна*  | 8-я луна    | 9-я луна*   | 10-я луна* | 11-я луна                | 12-я луна      | 12-я луна (високосная) * |
| Григорианский календарь         | 1 февраля 1745  | 3 марта    | 2 апреля  | 2 мая     | 31 мая    | 30 июня   | 29 июля    | 27 августа  | 26 сентября | 25 октября | 23 ноября                | 23 декабря     | 22 января 1746           |
| Юлианский календарь             | 21 января 1745  | 20 февраля | 22 марта  | 21 апреля | 20 мая    | 19 июня   | 18 июля    | 16 августа  | 15 сентября | 14 октября | 12 ноября                | 12 декабря     | 11 января 1746           |
| 3-й год Энкё (Огненный Тигр)    | 1-я луна        | 2-я луна   | 3-я луна* | 4-я луна  | 5-я луна* | 6-я луна  | 7-я луна*  | 8-я луна    | 9-я луна*   | 10-я луна* | 11-я луна                | 12-я луна      |                          |
| Григорианский календарь         | 20 февраля 1746 | 22 марта   | 21 апреля | 20 мая    | 19 июня   | 18 июля   | 17 августа | 15 сентября | 15 октября  | 13 ноября  | 12 декабря               | 11 января 1747 |                          |
| Юлианский календарь             | 9 февраля 1746  | 11 марта   | 10 апреля | 9 мая     | 8 июня    | 7 июля    | 6 августа  | 4 сентября  | 4 октября   | 2 ноября   | 1 декабря                | 31 декабря     |                          |
| 4-й год Энкё (Огненный Кролик)  | 1-я луна*       | 2-я луна   | 3-я луна* | 4-я луна  | 5-я луна  | 6-я луна* | 7-я луна   | 8-я луна*   | 9-я луна    | 10-я луна* | 11-я луна                | 12-я луна*     |                          |
| Григорианский календарь         | 10 февраля 1747 | 11 марта   | 10 апреля | 9 мая     | 8 июня    | 8 июля    | 6 августа  | 5 сентября  | 4 октября   | 3 ноября   | 2 декабря                | 1 января 1748  |                          |
| Юлианский календарь             | 30 января 1747  | 28 февраля | 30 марта  | 28 апреля | 28 мая    | 27 июня   | 26 июля    | 25 августа  | 23 сентября | 23 октября | 21 ноября                | 21 декабря     |                          |
| 5-й год Энкё (Земляной Дракон)  | 1-я луна*       | 2-я луна   | 3-я луна  | 4-я луна* | 5-я луна  | 6-я луна* | 7-я луна   | 8-я луна    | 9-я луна*   | 10-я луна  | 10-я луна (високосная) * | 11-я луна      | 12-я луна*               |
| Григорианский календарь         | 30 января 1748  | 28 февраля | 29 марта  | 28 апреля | 27 мая    | 26 июня   | 25 июля    | 24 августа  | 23 сентября | 22 октября | 21 ноября                | 20 декабря     | 19 января 1749           |
| Юлианский календарь             | 19 января 1748  | 17 февраля | 18 марта  | 17 апреля | 16 мая    | 15 июня   | 14 июля    | 13 августа  | 12 сентября | 11 октября | 10 ноября                | 9 декабря      | 8 января 1749            |

* звёздочкой отмечены короткие месяцы (луны) продолжительностью 29 дней. Остальные месяцы длятся 30 дней.